# Lefred-Thouron
Frédéric Thouron, dit Lefred-Thouron, est un dessinateur français, né à Nancy en 1961.

## Biographie
Lefred-Thouron publie ses premiers dessins en 1984 dans Hara-Kiri puis dans L'Événement du jeudi, Libération, 7 à Paris, La Grosse Bertha, et dans Charlie Hebdo qu'il quitte, en 1996, à la suite de l'« affaire Patrick Font », où son dessin avait été refusé par Philippe Val, ancien associé de Font. 
Auteur d'une vingtaine d'albums, Lefred collabore au Canard enchaîné, dont il est depuis 1994 un des principaux illustrateurs avec Pétillon et Cabu jusqu'à leurs décès respectifs, à L'Équipe magazine où, chaque semaine depuis 1988, il livre une page sur l’actualité du monde sportif et à Fluide glacial, où il publie dessins d’humour, bandes dessinées, textes et romans-photos. 
En tant que scénariste, Lefred-Thouron a écrit pour Lindingre Les carottes sont crues, une satire du monde bio, et pour Diego Aranega les Casiers Judiciaires publiés en album par Dargaud. À partir de 2006, il a travaillé, avec Gotlib et Solé, dans Fluide glacial, aux aventures de Superdupont.
Sa fille Zoé Thouron est elle-même une autrice de bande dessinée reconnue.

## Publications

### Presse
Les dessins de Lefred-Thouron ont paru dans de nombreux titres de presse comme Le Canard enchaîné, L'Équipe magazine, Fluide glacial, La Décroissance, CQFD, Libération, Que Choisir.

### Albums et collections
- 100 ans de sport en dessins, collectif, Éditions Solar - L'Équipe, 2020
- 600 blagues de Sport (en collaboration avec Éric Bayle), Canal+ éditions
- Les 5000 meilleurs dessins de Lefred-Thouron, Bikini
- Actualité digérée (L'), CCPEP, 1992
- J'aime pas le téléphone portable (en collaboration avec Lindingre), éd. J'aime pas, 2010
- Aimémé Jacquet, droit au but par la diagonale, Verticales, 1998, plusieurs rééditions[4]
- Ana ga-gné !, Hors Collection, 1997
- Bernadette, priez pour nous, Albin Michel, 2004
- Carottes sont crues (Les), (dessins de Lindingre), Les Requins Marteaux, 2004
- Casiers judiciaires, (dessins de Diego Aranega), Dargaud, 2008 puis 2009
- Coloscopie de la France du XXIe siècle[5],[6], Dargaud, 2009
- Etons Modernes, Glénat, 2003
- Football n'est plus ce qu'il est... (Le), Fluide Glacial, 2015
- Gros congé, Bikini, 1997
- Je suis gland, Glénat, 2002 à 2005
- Manger est bon, Glénat, 1995
- Nos animaux les bêtes, Glénat, 1990
- Œuvres complètes, tome 8 (houit), Glénat, 1991
- Soyons sports dans l’effort, Fluide Glacial, 2000
- sport bourse pleine (Le), éditions de la Tour, 2001
- Superdupont, Fluide Glacial
  - Superdupont pourchasse l'ignoble ! [7], Gotlib, Lefred-Thouron, Solé, 2008
  - In Vitro Veritas[8],[9], Gotlib, Jacques Lob, Lefred-Thouron, Solé, 2014